# Вильялонга, Хосе (тренер)
Хосе́ Вильяло́нга Льоре́нте (исп. José Villalonga Llorente; 12 декабря 1919, Кордова (Испания) — 8 августа 1973, Мадрид) — испанский футбольный тренер. Тренировал клубы «Реал Мадрид», «Атлетико Мадрид», а также сборную Испании.

## Биография
Хосе Вильялонга не был профессиональным футболистом. Он служил офицером в армии Франко, а после отставки неожиданно был назначен на должность главного тренера мадридского «Реала», с президентом которого, Сантьяго Бернабеу, Вильялонга был знаком. В среде болельщиков «Реала» в те времена было принято считать, что от тренера в звёздном составе мадридцев требуется немного — лишь грамотно выстроить игроков на поле, распределить их обязанности и не давать им ссориться. Приверженцем такой концепции был и сам президент «Реала». Вильялонга удачно справлялся со своими обязанностями и всего за три года он сумел выиграть со своей командой два чемпионата Испании и два Кубка европейских чемпионов, став первым в истории тренером-победителем главного континентального клубного турнира. Однако Сантьяго Бернабеу посчитал, что «Реалу» нужен новый наставник, и по окончании сезона 1956/1957 Вильялонга был уволен и на его место пришёл Луис Карнилья. На момент победы Реала в КЕЧ-1956 Вильялонге было 36 лет и 184 дня — он и по сей день остаётся самым молодым тренером, завоёвывавшим Кубок Чемпионов.
В 1959 году Вильялонга возглавил мадридский «Атлетико» и уже в первом сезоне выиграл с этой командой Кубок Генералиссимуса. Годом спустя «Атлетико» повторил своё достижение, и в том же сезоне 1960/61 финишировал в чемпионате Испании на втором месте. В 1962 году Вильялонга привёл «Атлетико» к победе в Кубке обладателей кубков.
В целом, период работы во второй мадридской команде подтвердил статус Вильялонги как одного из лучших тренеров Испании и Европы на тот период. Поэтому не удивительным было назначение Пепе на должность главного тренера сборной Испании, с которой он через два года стал победителем чемпионата Европы. Финальная стадия турнира проходила в Испании и хозяева полностью — тактически и физически, — переиграли как сборную Венгрии, так сборную Советского Союза в финальной игре. После своего триумфа Вильялонга повёз сборную Испании на чемпионат мира 1966 года в Англию, но там испанцы выступили неудачно. После этого Вильялонга отошёл от футбола. В 22 матчах под руководством Вильялонги сборная Испании выиграла 9 встреч, 5 раз сыграла вничью и 8 матчей проиграла.

## Достижения
- Чемпион Европы (1): 1964
- Победитель Кубка европейских чемпионов (2): 1956, 1957
- Победитель Кубка обладателей кубков (1): 1962
- Чемпион Испании (2): 1955, 1957
- Обладатель Кубка Испании (2): 1960, 1961
- Итого: 8 трофеев